# الذكاء والتعليم

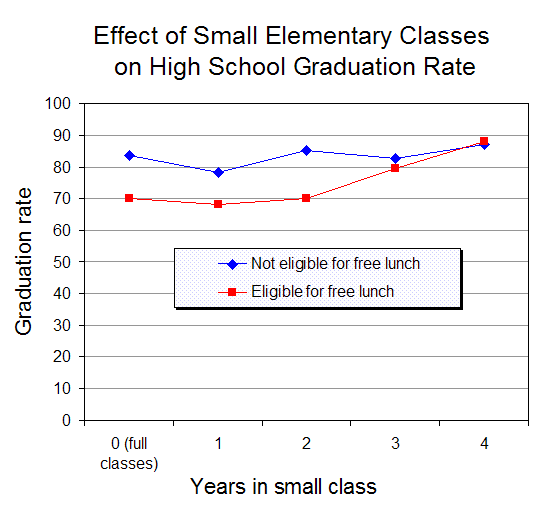
بحث يبين العلاقة بين أعداد الطلاب بالغرف الصفية ومستوى التحصيل العلمي للطلاب في الثانوية جربر، وبويد زهارياس (2005).

العلاقة بين الذكاء والتعليم هي علاقة يدرسها العلماء لسنوات. من الصحيح أن نقول إن المستوى العالي من التعليم يؤدي إلى مستوى أعلى من الذكاء وأيضًا العكس تمامًا، لكنه لا ينطبق على كل موقف.
أثبتت دراسة أُجريت في ألمانيا كيف أثر التعليم على ذكاء الطلاب، وشوهد في الجيش دليل على الذكاء الذي يؤثر على التعليم، حيث كان الأشخاص الأقل ذكاءًا قد تعلموا بشكل أبطأ واستفادوا أقل من التعليم. عادةً إذا كان معدل الذكاء لدى الأب والأم مرتفعًا، فمن المحتمل جدًا أن يكون لدى الطفل معدل ذكاء مرتفع أيضًا. أظهرت دراسة أجرتها شركة Plug and Vijverberg أن البيئة التي ينمو فيها الطفل تؤثر أيضًا على أدائه الأكاديمي في المستقبل. كان لدى الأطفال الذين ترعرعوا من قبل آبائهم البيولوجيين تشابه أكبر من حيث الذكاء والأداء الأكاديمي لعائلاتهم مقارنة بالأولاد الذين يربيهم آباء حاضرون. أجريت دراسة أخرى من قبل كامبل ورامي لاختبار التأثير الاجتماعي والاقتصادي على الذكاء وأظهرت نتائج واعدة للأطفال المعرضين لخطر كبير من الفشل الأكاديمي عندما كان هناك تدخل مبكر. لذلك، فإن العامل الحاسم لما ينتج عن ذكاء الأشخاص يتلخص أساسًا في علم الوراثة للموضوع المعني والبيئة التي نشأوا فيها.

## التعليم سببا للذكاء
هناك أدلة قوية تشير إلى أن التعليم يؤثر على الذكاء.  استفادت إحدى الدراسات من النظام المدرسي في ألمانيا لدراسة العلاقة بين التعليم والذكاء. كان يتعين على الأطفال في العينة أن يبلغوا 6 سنوات من العمر قبل أن يبدأوا العام الدراسي في 1 أبريل، لذلك كان من الممكن مقارنة الأطفال الذين كانوا في عمر زمني مماثل، ولكن كان لديهم اختلاف عام في التعليم. لقد أعطوا اختبارات ذكاء لأطفال تتراوح أعمارهم بين 8 و 10 سنوات سقطت أعياد ميلادهم قبل نقطة الانقسام مباشرة أو بعدها مباشرة. وأظهرت نتائجهم أن الأطفال الذين تبلغ أعمارهم 8 سنوات والذين تلقوا سنة إضافية في المدرسة كانوا أقرب في المعلومات الاستخبارية إلى الأطفال الذين يبلغون من العمر 10 سنوات والذين تأخروا عن موعدهم بعام واحد، مقارنة بالأطفال البالغين من العمر 8 سنوات. هذا يوضح كيف يمكن للتعليم أن يؤثر إيجابيا على الذكاء. ومع ذلك، من المهم الإشارة إلى أن الاختبارات المستخدمة كانت محملة بشكل كبير بالأسئلة التي تم اختبار المواد التي تم تعلمها في المدرسة. أظهرت النتائج الإضافية للدراسة أن الاختلافات في الذكاء بين المجموعتين كانت بارزة بشكل خاص في الاختبارات التي شملت الكثير من المواد المستفادة من المدرسة. كانت اختبارات الذكاء الأكثر مرونة، والتي شملت مواد تدريس أقل في الفصل، أقل تأثراً بحلول عام الدراسة الإضافية.

### الذكاء سببا للنتائج التعليمية
أظهرت الدراسات الطولية تفاعل تنبئي للذكاء في التحصيل العلمي. في إحدى الدراسات التي بلغ عددها حوالي 70,000 طفل في المملكة المتحدة، درسوا كيف يرتبط عامل عام في اختبار القدرات المعرفية الذي تم إجراؤه في سن 11 عامًا بنتيجة GCSE المتخذة في سن 16 عامًا. ووجدوا أن القياسين يرتبطان بحوالي 0.8 مع بعضهما البعض، ويظهران تنبأ الذكاء عند سن 11 عامًا بالصفوف في سن 16 عامًا. في هذه الحالة، تلقى الأطفال نفس المستوى من التعليم، مما يشير إلى أن التباين يفسر أساسًا من خلال الاختلافات في الذكاء بدلاً من التعليم. إن التأثير التنبئي لمعدل الذكاء على النجاح التعليمي واضح حتى إذا تم قياس معدل الذكاء قبل أي تعليم رسمي، مع وجود ارتباطات مقاسة لمعدل الذكاء في بداية التعليم والتحصيل التعليمي بعد ست سنوات ترتبط بـ 0.46.
يقدم الجيش مثالًا طبيعيًا على كيفية تعلم ذوي الذكاء الأقل فاعلية أقل والاستفادة بشكل أقل من التعليم. لقد ظهر التأثير منذ الحرب العالمية الثانية، حيث تم تقسيم الطيارين العسكريين المقاتلين إلى مجموعات بناءً على بطارية اختيار تضمنت تدابير القدرة والتحفيز. أولئك الذين كانوا في المجموعة الأولى أكملوا التدريب في المرة الأولى بنسبة 95٪ من الوقت، في حين أنهوا في المجموعة السفلية التدريب بنسبة 20٪ فقط في المرة الأولى. حتى أن أمثلة المجندين من ذوي المستويات المنخفضة أدت إلى خلاف حول ما إذا كان ينبغي تجنيد هؤلاء الرجال على الإطلاق، حيث إنهم مكلفون للتدريب، ويؤدون أداء بمستوى أقل من المتوسط عند التدريب، وببساطة لا يمكنهم تعلم تخصصات معينة. حتى أولئك الذين يفضلون توظيف أولئك الأقل ذكاءً للجيش يعترفون بالقيود المفروضة على هؤلاء المجندين بالذات، وبدلاً من ذلك يحاولون التغلب على المشكلة عن طريق تكييف التدريب بحيث يلبي القدرة العقلية للمجندين الأقل ذكاءً. توضح هذه النتائج كيف أن الذكاء ضروري للتعلم وأي شكل من أشكال التدريب، وأن أولئك الأكثر ذكاءً يتعلمون بسرعة وفعالية أكبر من أولئك الأقل ذكاءً. هذا يمكن أن يفسر الارتباط الكبير بين الذكاء والتحصيل التعليمي.

## تأثيرالتعليم على الذكاء
شير الدلائل إلى أن التعليم والذكاء لهما تفاعل معقد، وهذا واضح في دراسة طولية أجراها ريتشاردز وساكر.  قاموا بجمع بيانات من مجموعة المواليد البريطانية عام 1946 واستكشفوا كيف تنبأت ذكاء الطفولة بنتائج أخرى في وقت لاحق من الحياة بما في ذلك التحصيل العلمي والقدرة العقلية عند 53 عامًا (باستخدام اختبار القراءة للكبار الوطني). أنتجت نتائج التجربة نموذجًا للمسار كانت فيه القدرة العقلية عند 8 سنوات تنبؤية لكل من التحصيل العلمي بعمر 26 عامًا والقدرة العقلية عند 53 عامًا. وأيضًا، أظهر التعليم تنبؤية للقدرة العقلية عند عمر 53 عامًا. تشير النتائج إلى أن الذكاء في عمر 8 سنوات يرتبط ارتباطًا مباشرًا بالذكاء في الحياة اللاحقة. ومع ذلك، هناك أيضًا تأثير وسطي للتعليم بين التدبيرين الاستخباريين، والذي يوضح كيف يمكن أن يكون للتعليم تأثير إيجابي على الذكاء. يبدو أن هذا التأثير محدود بسبب التأثير الأقوى للذكاء الأولي.
يشارك مشروع التفكير الناقد في مختبر العلوم الإنسانية، لندن، في دراسة علمية لجميع النظم التعليمية الرئيسية السائدة اليوم لتقييم كيفية عمل الأنظمة لتعزيز أو إعاقة التفكير النقدي والذكاء. 

## علاقة الجينات والبيئة بالنتائج التربوية
إن الحجة حول ما إذا كان الذكاء يؤدي إلى مزيد من التعليم، أو أن التعليم يؤدي إلى قدر أكبر من الذكاء، يجب أن تؤخذ في الاعتبار من حيث الطبيعة مقابل التنشئة. تؤكد فكرة الذكاء التي تؤثر على التحصيل العلمي على الجينات، في حين أن تأثير التعليم على الذكاء يشدد على البيئة. الإجابة على هذا نادراً ما تكون واحدة أو أخرى، لكنها مزيج من الاثنين.  ومع ذلك، من المهم معرفة مدى تأثيرها على بعضها البعض.

### الوالدين الذكاء والتعليم
وقد تبين أن العلاقة بين معدل الذكاء والأداء الأكاديمي تمتد لتشمل الأطفال. في دراسة  قياس مجموعة من خصائص الخلفية العائلية وجدوا أن معدل ذكاء الأمهات كان مؤشرا أقوى على نتائج اختبارات الأطفال أكثر من أي خصائص أخرى غير العائلة، بما في ذلك الوضع الاجتماعي الاقتصادي. تنبأت حاصل ذكاء الأمهات بحوالي 10٪ من التباين، مع كون المتنبيء الوحيد المتسق هو «النتائج على نطاق المنزل»، والتي تقيس التحفيز الفكري للبيئة المنزلية، وتوقعت حوالي 2٪ من التباين. تقول الورقة أن الصفات الوراثية الموروثة أكثر أهمية من البيئة عند التنبؤ بالنجاح الأكاديمي. ومع ذلك، يمكن أن ينشأ هذا التأثير إما بسبب الصفات الوراثية الموروثة، أو لأن الآباء الأكثر ذكاء يركزون بدرجة أكبر على التحصيل الدراسي، مما يعني أنه من غير الواضح مقدار تأثير الجينات. 
للتحقيق فيما إذا كانت العلاقة بين الذكاء والتحصيل التعليمي قد ورثت،  قارن بين بلج وفيربرج الأطفال الذين ترعرعوا من قبل آبائهم البيولوجيين والأطفال الذين تم تبنيهم خلال السنة الأولى من حياتهم. وجدوا أن الأطفال الذين ترعرعوا بوالدهم كانا أكثر تشابهاً بالعائلة التي تربيهما من حيث التحصيل العلمي والذكاء من تلك التي تربيتها عائلة بالتبني. وخلصوا إلى أنه على الرغم من أن القدرة هي مؤشر على التحصيل العلمي، إلا أنها ليست الإجابة الكاملة، حيث تترك حيزًا للتأثيرات الأخرى، مثل البيئة والأبوة والأمومة. يجادلون، مع ذلك، بأن الجزء الأكبر من القدرة موروث، حيث يشرح علم الوراثة حوالي 0.6 من التباين. هذا يعني أن التأثير المعاكس، وهو أن التعليم يؤثر على القدرة، من المرجح أن يكون صغيراً.

### الدراسات على التوأم
طريقة فعالة لفهم التأثيرات الوراثية والبيئية في السلوك هي استخدام دراسة توأمية. قام جونسون وماكوي وإياكونو  بالتحقيق في كيفية تأثير العوامل التي كانت موجودة في سن 11 عامًا على التغيير في الدرجات إلى سن 17 عامًا في أزواج من التوائم. باستخدام «دراسة الأسرة التوأم مينيسوتا»، درسوا في التأثيرات الوراثية والبيئية على الذكاء والأداء المدرسي. وجدت نتائج الدراسة أن حوالي 70 ٪ من التباين في متغيرات التعليم يمكن أن يعزى إلى التأثيرات الوراثية. علاوة على ذلك، كانت نتائج التعليم أكثر من 56 ٪ من التأثيرات الوراثية التي تم تقاسمها مع الذكاء. انخفض هذا العدد إلى 34 ٪ عندما تم تضمين تنبؤات أخرى للصف المدرسي مثل الانخراط في مخاطر الصف والعائلة في التحليل، ولكن هذا لا يزال جزء كبير من التباين الوراثي المشترك.

## تنبؤات أخرى للنجاح التربوي

### الوضع الاجتماعي والاقتصادي
في حين أن الذكاء هو بوضوح مؤشر للنجاح في التعليم، فقد تكون هناك متغيرات أخرى تؤثر على هذه العلاقة. الاجتماعية والاقتصادية هو أحد المتغيرات التي غالبا ما تنشأ في هذا النقاش. من أجل التحقيق في هذا كامبل ورامي، استخدمت نتائج مشروع Abecedarian، الذي استهدف الأطفال الذين كانوا معرضين لخطر كبير من الفشل الأكاديمي وتهدف إلى التدخل ومحاولة تعزيز الأداء الأكاديمي. أظهرت النتائج تحسينات واعدة في معدل الذكاء، مما يشير إلى أن التدخل المبكر مهم لضمان حصول الأطفال على أفضل فرصة للنجاح، كما يؤثر الوضع الاقتصادي الاجتماعي على معدل ذكاء الأطفال. من ناحية أخرى، في حين لوحظت زيادة في معدل الذكاء، فإن أفضل مؤشر للإنجاز الفكري والأكاديمي كان لا يزال معدل الذكاء الأمومي، والذي يفسر باستمرار ضعف التباين عن التوقع الأفضل التالي. هذا يدل على أنه في حين يؤثر التعليم والوضع الاقتصادي الاجتماعي على معدل الذكاء، فإنه لا يزال معدل الذكاء الوالدي الذي يمارس أقوى التأثيرات التنبؤية.

### نتائج المستقبل والتعليم
لقد وجد البحث أن التعليم مهم في الوصول إلى وظائف عالية المستوى،  مع وجود ارتباط بين التعليم وتعقيد الوظائف يصل إلى 0.8. في حين أن هذا يدل على أن التعليم مهم في الوصول إلى وظائف عالية المستوى وأداؤها بنجاح، فإن الذكاء العام لا يزال يلعب دورًا مهمًا. أظهرت الأبحاث أن معدل الذكاء الذي يتجاوز> 120 ضروري للنجاح في وظائف معقدة للغاية مثل الوظائف على المستوى التنفيذي.  يجادل جوتفريدسون بأن هذا النمط يظهر لأنه حتى مع وجود تدريب كاف، لا يزال الناس بحاجة إلى الاهتمام بحالات جديدة لم يتدربوا عليها ويتطلب الأمر ذكاء أعلى للتنقل بنجاح في المشكلات الجديدة. تُظهر هذه النتائج أنه حتى في حالة وجود مستوى أعلى من الذكاء، لا يزال التعليم مهمًا في الحصول على وظائف عالية المستوى.